# هامرفست
هامرفست (بالنرويجية: Hammerfest‏) هي مدينة صغيرة في شمال النرويج.
تقع حوالي 1000 كيلو متر شمال الدائرة القطبية. عدد سكانها حوالي 10000 المنطقة هي متعددة الثقافات، يقطن بها النرويجيين والعراقيين والصومالين والهنود والاثيوبين ومن أوروبا الشرقية المتمثله بروسيا وبولونيا وليتوانيا ولاتيفيا وغيرهم. يوجد بعض من السكان الاصلييين وهم شعب (قومية سامي). والنرويجية الفنلنديون (المعروف باسم Kvens)، والروسي السكان (ومعظمها في شيركنيس).ولغة هده المدينة النرويجية، وتوجد أساسا سامي الناطقين الداخلية وفي بعض المناطق من المضيق البحري نوردلاند، ترومسو وفينمارك خاصة - على الرغم من انه تم العثور على سامي العرقية الذين لا يتكلمون اللغة بشكل دائما في كل مكان في المنطقة. وبعضهم يتحدث اللغة الفنلندية في المجتمعات قليلة فقط في الجزء الشرقي من فينمارك. أما طبيعة هامرفست فأن في الشتاء تكون السماء مضيئه لمدة 2 أو 3 ساعات فقط ومظلمه باقي الساعات، هذه الفترة هيه من شهر 11 إلى الشهر الثاني. الناس يناولون الفطور والغداء والعشاء في الظلام. وفي الصيف السماء مضيئه لمدة 24 ساعه، فتره الصيف هيه بالغالب من الشهر الخامس إلى التاسع.هناك العديد من السواح ياتون الي مامرفست في فصل الصيف عددهم حوالي 200,000 في السنة. في الشتاء درجات الحرارة تصل إلى ناقص 20 درجة تكثر سقوط الثلوج في هامرفست، لكن في السنين العشرة الأخيرة لم تسقط نفس الكميه وذلك بسبب الاحتباس الحراري، مما ادى إلى طول فصل الصيف وصغر فصل الشتاء.في الشتاء حياة الناس بسيطة إذ يمارسون الرياضة ويتزحلقون علي الثلج ويكون الشتاء صعب علي المسنين لكن ليس لدرجه منعهم من الخروج من المنزل. في فصل الصيف الحياة تكون مختلفة كليا ويكون الطقس أحيانا ساخن جدا ولكن ليس مقارنتا بصيف شمال أفريقيا.يكون الناس كل الوقت خارج منازلهم يتمشون ويصطادون السمك وطبعا السباحة هيه من الرياضات المفضلة. الناس في هامرفست يفضلون الصيف اكتر من الشتاء، لكنهم لا يحبون فصل الشتاء أو اعياد راس السنة بدون الثلج. الحياة بصفه عامه في هامرفست بسيطه وسهلة وهيا مكان هادئ وجميل وهوائها نقي.
http://www.hammerfest-turist.no/index.php?page_id=33